# Psilopteryx curviclavatus
Psilopteryx curviclavatus är en nattsländeart som beskrevs av Lazar Botosaneanu 1957. Psilopteryx curviclavatus ingår i släktet Psilopteryx och familjen husmasknattsländor. Inga underarter finns listade i Catalogue of Life.